# Hansjürgen Knipphals
Hansjürgen Knipphals (* 1. Mai 1929; † 27. Oktober 2017 in Wolfsburg) war ein deutscher Feldhandballtorwart.

## Leben
Beim Finale um die Deutsche Feldhandball-Meisterschaft 1950 spielte Hansjürgen Knipphals für den THW Kiel und wurde Deutscher Meister. Knipphals wurde dafür wie auch das gesamte Meisterteam mit dem Silbernen Lorbeerblatt geehrt.
1952 kam Knipphals von Kiel nach Wolfsburg, weil er hier Arbeit fand. So wechselte der Torwart vom THW Kiel zum VfL Wolfsburg.
Hansjürgen Knipphals trug in den 1950er-Jahren zu großen sportlichen Erfolgen der Handballmannschaft des VfL Wolfsburg bei.
Er stand 1958 bei einem Feldhandball-Länderspiel der DHB-Mannschaft gegen die DDR im Tor. Das Spiel wurde in Leipzig vor 80.000 Zuschauern im Zentralstadion ausgetragen.
Sein Sohn Jens Knipphals war in den 1980er-Jahren Weltklasse-Weitspringer und verpasste die Olympischen Spiele 1980 wegen des Boykotts. Sein Enkel Sven Knipphals war einer der besten deutschen Sprinter und Mitglied der deutschen 4-mal-100-Meter-Staffel.